# Hosta
Hosta är en skyddsreflex som utlöses när slemhinnorna i luftvägarna irriteras, med syfte att hålla luftvägarna fria.
Reflexen består av en spasmisk sammandragning av bröstkorgen. Reflexens funktion är att göra sig av med sådant som retar luftvägarna, till exempel slem, damm, samt vid felsväljning.  Man kan säga att hostreflexen består av tre faser, där den första fasen är att man andas in, den andra en påtvingad utandning mot stängd glottis och den tredje en kraftig frisättning av luft från lungorna efter öppning av glottis. Reflexens funktion är att göra sig av med sådant som retar luftvägarna, till exempel slem. Cigarettrök och andra luftföroreningar kan också irritera luftvägarna och ge hosta.

## Orsaker
Förkylning är en av de vanligaste orsakerna till hosta, och då uppkommer den vanligen tillsammans med snuva. Denna variant räknas som en akut hosta, och den kan kvarstå i flera veckor. Även andra sjukdomar kan orsaka hosta. Sådana sjukdomar kan vara: 
- influensa
- lunginflammation
- allergier och astma
- kronisk obstruktiv lungsjukdom (KOL) såsom kronisk bronkit och lungemfysem
- kronisk hjärtsvikt[2]
- tuberkulos
- kikhosta
- lungcancer.

Vanligtvis behöver man inte hosta så ofta, eftersom luftrören rensar sig själva på egen hand med hjälp av små flimmerhår. Men man får upp olika partiklar från luftföreningar lite då och då, vilket gör det svårare för flimmerhåren att rensa svalget, så just därför behöver vi hjälpa flimmerhåren att rensa svalget genom att hosta upp slemmet eller främmande partiklar.
Vid lunginflammation kännetecknas hostan av att slemmet är varigt, ibland också blodblandat. Vissa otypiska lunginflammationer kan dock ge torrhosta. Inflammation i bihålor och näsa (rinosinuit) och snuva leder också till hosta eftersom slemmet rinner ner i luftvägarna.
Vissa mediciner kan ha hosta som biverkan.

## Slemhosta
Vid förkylning och influensa brukar segt och tjockt slem samlas i luftrören (sputum). Slemmet kan uppfattas som irriterande och vara svårt att hosta upp, Flimmerhårens renhållningsarbete räcker inte till. Det anses även vara viktigt att hosta upp slemmet eftersom det kan innehålla bakterier som kan förvärra hostan.

## Torrhosta
Torr- eller rethosta orsakas vanligtvis av irritation i de övre luftvägarna (strupen), medan fuktig hosta driver ut slem som samlats djupt in luftvägarna, eller rent av i lungorna. Upphostning av blod eller blodfärgad sputum kallas för hemoptys.